# Megan Kalmoe
Megan Elizabeth Kalmoe (Minneapolis, 21 de agosto de 1983) é uma remadora norte-americana, medalhista olímpica.

## Carreira
Kalmoe estreou em Jogos Olímpicos competindo no skiff duplo, em Pequim 2008, quando ficou em quinto lugar ao lado de Ellen Tomek.
Nos Jogos Olímpicos de 2012, em Londres, ganhou com Natalie Dell, Kara Kohler e Adrienne Martelli a medalha de bronze no skiff quádruplo. Voltou a representar os Estados Unidos quatro anos depois, nos Jogos Olímpicos do Rio de Janeiro, mas dessa vez ficou fora do pódio na mesma prova com a quinta colocação geral.